# Täby Galopp

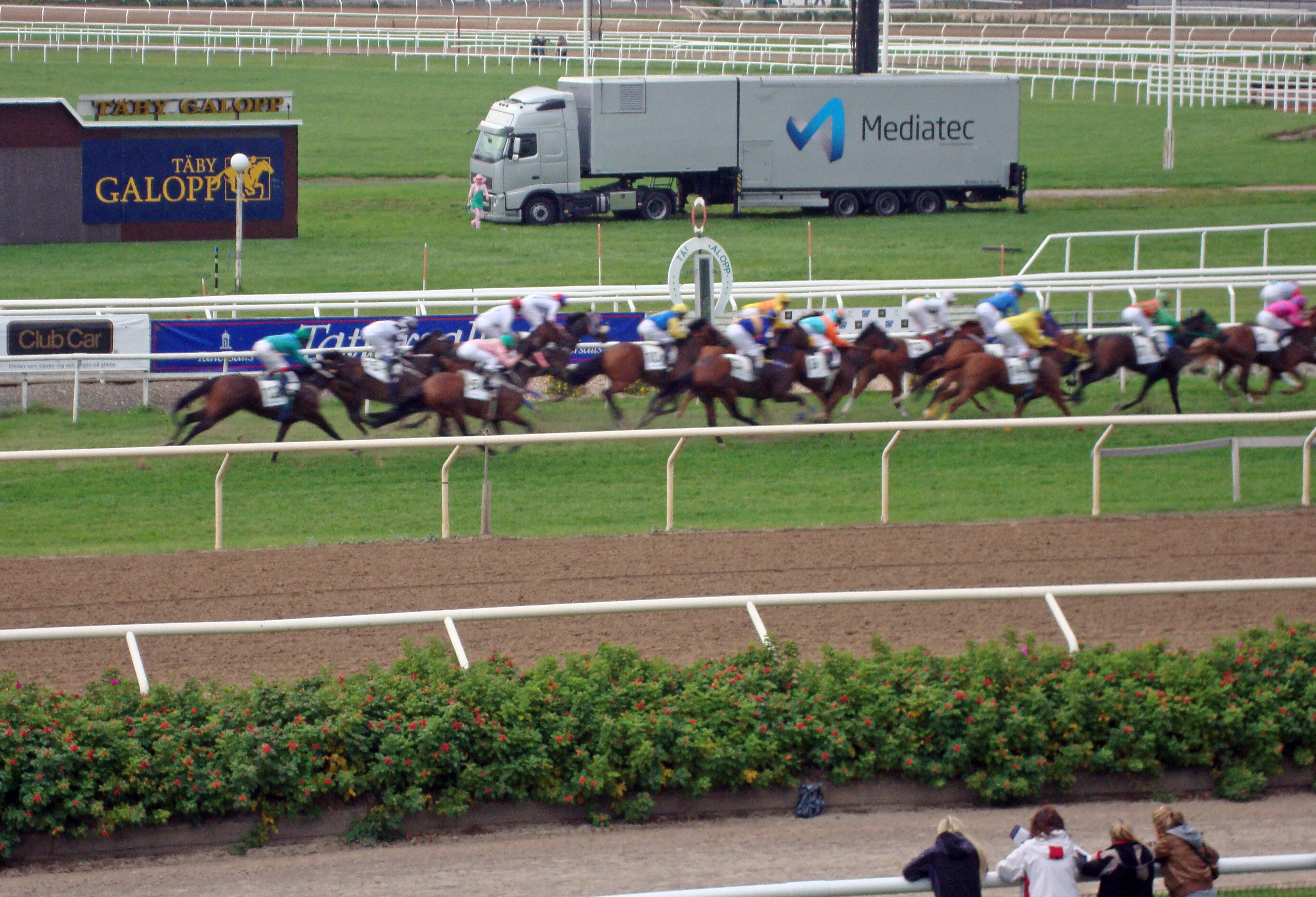
Målgång på Täby Galopp.

Täby Galopp var Skandinaviens största galoppbana, belägen i Täby kommun norr om Stockholm. Banan invigdes den 28 augusti 1960 av kung Gustaf VI Adolf och ersatte den då nyligen nedlagda Ulriksdals kapplöpningsbana i Solna. Den 18 maj 2016 hölls den sista tävlingsdagen på Täby galopp, vars verksamhet numera flyttats till Bro Park i Upplands-Bro.

## Inventarier
Vid Täby Galopp fanns två hinderbanor, en träningsbana, dirttrackbana och en gräsbana. Banan ägdes av galoppsportens gemensamma organisation Svensk Galopp. 

## Tränare
Ett drygt tjugotal galopptränare har varit knutna till Täby Galopp. Några ledande tränare är Yvonne Durant, Tommy Gustafsson och Patrick Wahl. Förutom huvudanläggningen drev Täby Galopp också en träningsanläggning i Angarn i Vallentuna kommun.

## Löpningar
Varje år reds cirka 400 löpningar på Täby och runt 43 miljoner kronor delades ut i prispengar. De största löpningarna som reds under året var Stockholms Stora Pris och Täby Vårsprint i juni och Stockholm Cup och Täby Open Sprint i september. Andra klassiska löpningar var Jockeyklubbens Jubileumslöpning, Dianalöpningen och Svenskt S:t Leger. 
De största löpningarna för aveln var Breeders'-löpningarna med ett 2-årslopp: Breeders' Trophy Juvenile (kortdistans) två 3-årslöp: Breeders' Trophy Mile (medeldistans) och Breeders' Trophy Classic (längre medeldistans) och ett 4-årslöp: Breeders' Trophy Stayer (lång distans). 
De största hinderlöpningarna var HM Konungens Pris och HM Drottningens Pris, som båda rids i mitten av september.

## Flytt till Upplands-Bro
År 2011 tecknades avtal om att sälja marken till JM Bygg och Skanska, som avser att bygga ca 4 000 lägenheter på marken. Galoppen flyttade 2016 till en ny anläggning i Upplands-Bro kommun, vilken går under namnet Bro Park.
Täby kommun har beslutat att ge området det nya namnet Täby park och planerar att uppföra bostäder för 15 000 personer efter det att galoppbanan flyttat.